# Anselmo Méndez
Anselmo Méndez (Santiago de Compostel·la, Galícia, segle xviii) fou un músic i poeta gallec. Costejà la seva educació musical un sacerdot amic del seu pare. Fou un notable cantant de bella veu de tenor, la qual plaça desenvolupà en la catedral de Santiago; els seus dots poètics, la seva exquisida escola de cant i el seu carisma personal, feren de Méndez una mena de “bard de saló” que conquistà gran fama en la societat culta. Va morir als noranta-sis anys.